# Guarisophleya
× Guarisophleya, (abreviado  Gsl ) en el comercio, es un híbrido intergenérico entre los géneros de orquídeas Cattleya × Guarianthe × Sophronitis. Fue publicado en Orchid Rev. Orchid Rev. 111(1254, Suppl.): 95 (2003).